# Physantholejeunea portoricensis
Physantholejeunea portoricensis är en bladmossart som först beskrevs av Hampe et Gottsche, och fick sitt nu gällande namn av Rudolf Mathias Schuster. Physantholejeunea portoricensis ingår i släktet Physantholejeunea och familjen Lejeuneaceae. Inga underarter finns listade i Catalogue of Life.